# شمشیرزن یک دست
شمشیرزن یک دست ( به انگلیسی One-Armed Swordsman ) عنوان فیلمی رزمی از استودیو برادران شاو به کارگردانی چانگ چه محصول ۱۹۶۷ میلادی - هنگ کنگ می باشد . این فیلم به یکی از پرفروش‌ترین فیلم های آسیا تبدیل شد و دو دنباله رسمی موفق و پرفروش ( بازگشت شمشیرزن یک دست و انتقام شمشیرزن یک دست ) هر دو به کارگردانی چانگ چه و چندین دنباله غیررسمی و ناموفق به خود دید . بهترین دنباله این فیلم  قسمت سوم آن تحت عنوان انتقام شمشیرزن یک دست بود که هیچ ارتباط داستانی با این فیلم و قسمت دوم نداشت.

## بازیگران
- جیمی وانگ یو در نقش فانگ کانگ
- لیزا چیائو چیائو در نقش زیائو من
- تی‌ین فنگ در نقش رو فنگ
- آنجلا پان در نقش کیو پی ایر
- لو لیه
- چیه یوان
- کو فنگ
- Yeung Chi-hing as Long Armed Devil
- Tang Ti as Smiling Tiger Cheng Tian Shou
- Fan Mei-sheng as Guo Sheng / Brother Hua
- Wong Sai-git as Qin Da Chuan
- Cheung Pooi-saan as Sun Hao
- Fan Dan as Feng's rich disciple
- کو فنگ as Fang Chang
- چن ین-ین در نقش Feng's wife
- Wong Chung-shun as Wei Xuan
- Cheng Lui as Deng Chong
- Gai Yuen as Lu Zhen
- Wang Kuang-yu as Pei Xun
- Tong Gai as Ding Peng
- لائو کار-لیانگ as Ba Shuang
- Hao Li-jen as Grandpa Wang
- Chiu Hung as Ah Shun
- Chai No as Brigand Chief Ma
- Chow Siu-loi as Brigand Chief Xu
- Hung Lau as Feng's disciple
- کلیف لوک as Feng's disciple
- Lau Gong as Feng's disciple
- Siu Lam-wun as Feng's disciple
- Hui Gam as Feng's disciple
- Kong Lung as Feng's disciple
- Yen Shi-kwan as Feng's disciple
- یوئن چیانگ-یان در نقش Feng's disciple
- یوئن وو-پینگ در نقش Feng's disciple
- Chan Chuen as Feng's disciple
- Lee Ho as Feng's disciple
- Hsu Hsia as Feng's disciple
- Chan Siu-pang as Feng's disciple
- لائو کار-وینگ as Feng's disciple
- Tam Bo as Feng's disciple
- Law Kei as Feng's disciple
- Man Sau as Xiao Man's mother
- Chui Chung-hok as one of 4 Law Brothers
- Lee Siu-wa as one of 4 Law Brothers
- Chui Hing-chun as one of 4 Law Brothers
- Tung Choi-bo as bandit who delivers letter to Feng
- Tsang Choh-lam as waiter
- Yau Lung as servant
- Ting Tung as servant
- Chin Chun as street gambler
- مارس در نقش street kid with mask
- Yeung Jan-sing
- Gam Tin-chue
- Yeung Pak-chan
- Chan Siu-gai
- Wong Mei

## دنباله ها
- بازگشت شمشیرزن یک دست
- انتقام شمشیرزن یک دست